# Joel Camargo
Joel, właśc. Joel Camargo (ur. 18 września 1946 w Santosie, zm. 23 maja 2014 tamże) – brazylijski piłkarz grający na pozycji obrońcy, mistrz świata z roku 1970.
Karierę zaczynał w klubie Portuguesa. W 1963 roku przeszedł do Santosu FC i grał tam do 1971 roku. W 1971 roku trafił do Europy i zaliczył 2 występy w lidze francuskiej w Paris Saint-Germain. Karierę kończył w 1973 roku w klubie Saad.

## Sukcesy
- Campeonato Paulista: 5

Santos: 1964, 1965, 1967, 1968, 1969
- Taça Brasil: 2

Santos: 1964, 1965
- Torneo Rio-San Paolo: 2

Santos: 1964, 1966
- Torneo Roberto Gomes Pedrosa: 1

Santos: 1968
- Recopa Sudamericana: 1

Santos: 1968
- Mistrzostwo Świata: 1

1970